# Один на один (альбом группы «Звери»)
«Оди́н на оди́н» — шестой студийный альбом российской рок-группы «Звери», выпущенный 12 декабря 2014.

## Об альбоме
После записи предыдущего студийного альбома «Музы» группа «Звери» записала два клипа и выпустила пластинку «Лучшие» с 25 старыми песнями в новой аранжировке. Работа над альбомом «Один на один» была начата в 2013 году после окончания концертного турне. В пластинку вошло девять новых песен, одна из которых — «Птенец» — записана в двух вариантах. Автор большинства песен — Рома Зверь, однако несколько песен было написано в соавторстве с Виктором Бондаревым и Валерием Полиенко. На песню «Молодёжь» был снят концертный видеоклип, режиссёром которого стал Роман, оператором клипа был выбран Михаил Хасая. Одновременно с выпущенными песнями было записано ещё несколько не вошедших в альбом композиций, которые по видению целостной концепции альбома Романа Билыка не подходят в данную пластинку, поэтому будут выпущены в следующей пластинке группы. В 2015 году с альбома «Один на один» три песни будут представлены в мини-альбоме как саундтрек к телесериалу Валерии Гай Германики «Майские ленты». Данный альбом стал единственным среди студийных, дистрибуция которого не имела физического носителя. В связи с чем слушатели группы в 2018 году решили сделать «Один на один» на виниле одной копией в подарок на день рождения Роману Билыку.

## Список композиций
Слова и музыка всех песен — Роман Билык, песни «Молодёжь» и «Лучшее в тебе» написаны в соавторстве с Виктором Бондаревым, песни «Клятвы», «Птенец» и «Незнайка» — в соавторстве с Валерием Полиенко.
| №                   | Название                | Длительность |
| ------------------- | ----------------------- | ------------ |
| 1.                  | «Один на один»          | 3:42         |
| 2.                  | «Небо пружинит»         | 4:07         |
| 3.                  | «Молодёжь»              | 3:08         |
| 4.                  | «Клятвы»                | 3:54         |
| 5.                  | «Лучшее в тебе»         | 4:28         |
| 6.                  | «Облака из папирос»     | 3:30         |
| 7.                  | «Джульетта»             | 3:06         |
| 8.                  | «Птенец»                | 3:44         |
| 9.                  | «Незнайка»              | 2:57         |
| 10.                 | «Птенец» (dark electro) | 3:46         |
| Общая длительность: | Общая длительность:     | 36:22        |

## Участники записи
- Роман Билык – вокал, гитара.
- Максим Леонов – соло-гитара.
- Михаил Краев – барабаны.
- Алексей Любчик – бас-гитара.
- Вячеслав Зарубов – клавишные.

## Видеоклипы
- «Молодёжь» (2013)
- «Клятвы» (2015)